# Миттика, Пьетро
Пьетро Миттика (итал. Pietro Mittica; 1915—2003) — итальянский офицер, танкист во время Второй мировой войны. Кавалер высшей награды Италии за подвиг на поле боя — золотой медали «За воинскую доблесть» (1941).

## Биография
Родился 17 мая 1915 года в коммуне Пиццо провинции Вибо-Валентия региона Калабрия, Королевство Италия.
В 1933 году после третьего курса промышленно-художественного училища в Сиене добровольцем записался в 30-й пехотный полк. В 1937 году сержант-майор Пьетро Миттика направлен в 1-й танковый полк, а в ноябре 1938 года переведён в 32-й танковый полк «Ариете».
В июне 1940 во время Второй мировой войны участвовал в первых военных операциях на французском альпийском фронте, затем в составе 4-го танкового полка прибыл в Северную Африку, где воевал в районах Соллум, Сиди-Баррани, Мерса-Матрух, Бардия и Тобрук. 21 января 1941 года был ранен в бою и захвачен в плен. Считался погибшим, посмертно награждён золотой медалью «За воинскую доблесть».
Из представления к награде:

Добровольно отправившись на фронт, участвовал в кровопролитных операциях в составе своего полка, отличаясь среди других танкистов-героев особым мужеством, продуманными и смелыми инициативами, а также образцовым самопожертвованием. Ведя оборонительный бой с остатками своего полка против значительно превосходящих сил противника, неоднократно предпринимал попытки, подвергаясь интенсивному обстрелу, установить связь с соседними подразделениями, находясь в окружении и встречая отчаянное сопротивление. В критической ситуации, когда могла обороняться только часть полка, встал во главе из немногих выживших, и подавая пример другим, вёл бой ручными гранатами, со стоической твёрдостью, прикрыв грудью своего полковника. Был тяжело ранен в ногу разрывной пулей и упал изнемождённый в момент наивысшего самопожертвования с благородными словами, обращёнными к тому, кому он помогал: «Я просто исполнил свой долг, и мои мысли обращены к нашему флагу и родине». Яркий пример высокой воинской доблести итальянского солдата.
Северная Африка, январь 1941 года.
Оригинальный текст (итал.)Volontario di guerra, partecipava con spiccato ardore bellico alle sanguinose operazioni del suo reggimento, distinguendosi tra gli eroici carristi per singolare coraggio, intelligenti audaci iniziative, esemplare spirito di sacrificio. impegnato con i resti del suo decimato reggimento nella difesa di un caposaldo attaccato da agguerrite preponderanti forze, si offriva, ripetutamente, benché soggetto a intensa reazione avversaria, per stabilire il collegamento con reparti che, circondati, opponevano disperata resistenza. Nella crisi, ridotta la difesa ai soli centri di fuoco del comando di reggimento, si poneva alla testa di pochi superstiti e, col suo valoroso esempio, alimentava l’impari cruenta lotta a colpi di bombe a mano che protraeva, indomito, con stoica fermezza, ergendosi poi, nella mischia, a difesa del suo colonnello, direttamente minacciato, facendogli scudo col proprio petto. Ferito gravemente in conseguenza del suo atto generoso da pallottola esplosiva che gli sfracellava una gamba, cadeva esausto a fianco del superiore salvo in virtù dell’eroico spirito di abnegazione consacrato dalle nobili espressioni rivolte a chi lo soccorreva: «Ho fatto semplicemente il mio dovere e rivolgo il mio pensiero alla nostra Bandiera ed alla Patria». Chiaro esempio di salde virtù militari degno del tradizionale valore del soldato d’Italia.

Africa Settentrionale, gennaio 1941.

Был направлен в лагерь для военнопленных в Палестину, затем в Индию. Вернулся в Италию в марте 1945 года и был направлен в военный госпиталь в коммуне Джоя-дель-Колле. После выздоровления, в сентябре 1945 года вернулся на воинскую службу и направлен в пехотную школу в Чезано в качестве преподавателя по вооружениям и тактике. С 1946 по 1949 год преподавал в 336-м пехотном полку, танковой школе и в танковом полку в Сиенне. С 1949 года направлен в танковое училище при 132-й танковой бригаде «Ариете» в Порденоне, где он прожил до своей смерти 6 декабря 2003 года. Майор в отставке.

## Награды
- Золотая медаль «За воинскую доблесть» (1941, посмертно)
- Великий офицер ордена «За заслуги перед Итальянской Республикой» (27 декабря 1991[4])

## Память
13 ноября 2004 года штаб-квартира командования 132-й танковой бригады «Ариете» в Порденоне была названа в его честь. Его именем также названа итальянская военная база в Насирии (Ирак), где дислоцировалась 132-я танковая бригада во время Иракской войны (Operation Ancient Babylon).